# Burton Cummings Heart
Burton Cummings Heart är det fjärde soloalbumet av Burton Cummings som tidigare var med i gruppen The Guess Who, utgivet 1984. Albumet har en tydlig pop/rock/balladkaraktär.

## Låtlista
1. Combustion - 3:26 (Burton Cummings)
2. Love Dream - 4:56 (Burton Cummings / Ian Gardiner)
3. Whatever Happened To Your Eyes - 3:45 (Burton Cummings / Steve Crossley)
4. Heart - 4:10 (Burton Cummings / Ian Gardiner)
5. Will You Show Me - 4:20 (Bill Quateman)
6. Creepin' Peepin' Baby Blues - 3:16 (Burton Cummings)
7. Be Bop A Lula - 5:02 (Gene Vincent)
8. Over You - 3:16 (Burton Cummings / Ian Gardiner)
9. Thrill A Minute - 6:07 (Burton Cummings / Steve Crossley)
10. Not Too Appealing - 3:35 (Burton Cummings)
11. I will Always Wait For You - 3:35 (Jimmy Webb) "Theme From Voices Motion Picture Soundtrack" - Bonuslåt endast med på CD versionen och kassett versionen

## Medverkande
- Burton Cummings - Sång, Flygel, Elektrisk Gitarr

- Grand Piano, Hammondorgel, Moog -
- Elektrisk Gitarr -
- Akustisk Gitarr -
- Trummor - Garry Peterson
- Percussion -
- Basgitarr -
- Saxofones -
- Bakgrundssång - Timothy B. Schmit / Carl Wilson / Flo and Eddie
- Bakgrundssång Och Orkester Arrangemang Av
- Producent